# أوواري نو سيراف
سيراف النهاية (終わりのセラフ أوواري نو سيراف) هو سلسلة مانغا يابانية نشرت سنة 2012 في مجلة جمب سكوير اليابانية، من تأليف تاكايا كاغامي وبُثَّت على شكل أنمي في سنة 2015.

## القصة
أُصيبت جميع بقاع العالم بمرض قاتل أدَّى إلى وفاة جميع الاشخاص إلا الأطفال دون سن الثالثة عشر والذين معظمهم اختطفوا من قبل مصاصي الدماء.
يويتشيرو هياكويا وميكايلا هياكويا طفلان يتيمان... اختطفا من قبل مصاصي الدماء والذي قاعدتهم الأولى الحماية مقابل الأكل، أي تقديم الدماء مقابل حمايتهم... وبسبب هذه الأوضاع المُزرية قرروا الهرب لكن كانت النتائج وخيمة حيثُ قتل معظم اليتامى الذين هربوا ومن بينهم ميكايلا ليجد يويتشيرو نفسه الطفل الوحيد الذي هرب ونجا من مصاصي الدماء...
على اثر قتل اصدقائه اليتامى والذين كانوا يشكلون عائلته الوحيدة... قرر يويتشيرو الانتقام من مصاصي الدماء بانظمامه لفرقة شياطين القمر والذين يقومون بقتل مصاصي الدماء.

## الشخصيات
- يويتشيرو هياكويا: بطل القصة، هو شاب ذو 16 سنة. عندما كان يويتشيرو في سن الثانية عشر اتفق هو وصديقه ميكايلا مع اصدقائهم اليتامى الآخرين على الهرب من مدينة مصاصي الدماء... لكن خطتهم لم تنجح بسبب مصاص الدماء المدعو فيريد باثوري والذي قتل اصدقائه أي عائلته الوحيدة. ميكايلا والذي يُدعى اختصاراً بـ ميكا جعل يويتشيرو يهرب رغماً عنه، وبعدها من بعد هذه المأساة ظل يو وحيداً لكنه بعد انضمامه إلى فرقة شياطين القمر اكتسب أصدقاء جددا.
- ميكايلا هياكويا: هو صديق يويتشيرو المفضل ومن بين اليتامى الذين عاشوا في ميتم هياكويا من بعد هرب يويتشيرو على الحاح صديقه ميكايلا ظن ميكايلا انه ملاق حتفه لكن وقع ما لم يكن في الحسبان إذ حولته كرول تيبس ملكة مصاصي الدماء إلى نصف مصاص دماء.. من بعد هذا اليوم أصبح يتمنى إيجاد عائلته والذي هو يويتشيرو وأيضا من أجل إنقاذه من البشر الذين يستعملونه، يرفض شرب دماء البشر، فقط يشرب دماء كرول... لكنه يشرب دماء صديقه يو بعد أن كاد يموت فيتحول إلى مصاص دماء كامل.

## روابط خارجية
- أوواري نو سيراف على موقع ANN manga (الإنجليزية)